# Chodorkowski (Oper)
Chodorkowski ist ein Bühnenwerk des griechischstämmigen Komponisten Periklis Liakakis und der österreichischen Librettistin Kristine Tornquist aus dem Jahr 2015 in Zusammenarbeit mit dem sirene Operntheater Wien. Das Libretto von Kristine Tornquist umfasst nicht nur das Drama zwischen dem russischen Oligarchen Michail Chodorkowski und dem russischen Präsidenten Wladimir Putin, sondern auch die komplexeren historischen Hintergründe von 1989 bis 2013.
Die Autorin möchte dabei nicht zuerst historisch korrekt sein, sondern wollte „ausgehend von realen Personen eine Parabel auf die Beziehung von Demokratie, Geld und Macht schreiben und dafür Zusammenhänge und Charaktere zuspitzen, umdeuten und vereinfachen.“

## Handlung
Nach der Wende ist plötzlich alles anders. Der junge Wladimir Wladimirowitsch Putin verliert in den Wirren der Politik seinen sicheren Job als Offizier beim KGB.
Sein Kollege Setschin rät ihm, sich in der Politik zu versuchen.
Der Technikstudent Michail Borissowitsch Chodorkowski wiederum beschließt, sein Glück in der Wirtschaft zu machen, er gründet eine Bank und kauft bald darauf JUKOS, einen großen Erdölkonzern.
Beide Männer landen erste Erfolge, während Russland in ein beispielloses Chaos taumelt, unter dem einfache Bürger wie Iwan und Natascha zu leiden haben. Denn die Versprechungen der Perestroika halten nicht.
Präsident Jelzin versteht nichts von Wirtschaft und verschleudert Russlands Industrie und Bodenschätze an Glücksritter wie Chodorkowski, während der Rubel immer mehr an Wert verliert und die Bürger hungern.
Als Jelzin und sein Sekretär Putin fürchten müssen, in der Wahl gegen die Kommunisten zu verlieren, unterstützen die Oligarchen – Chodorkowski voran – den schmutzigen Wahlkampf und sichern damit Jelzins Wiederwahl, damit sie ihre Konzerne nicht wieder verlieren.
Das Volk erlebt seine politische Ohnmacht zwischen Desinformation und Betrug. Iwan hat seine Arbeit verloren, Natascha ist verzweifelt, weil sie keine Perspektive sieht.
Aber Putin hat aus dieser Erfahrung gelernt und beschließt, die Macht des Geldes der Politik gegenüber zu beschneiden, als er Jelzins Macht erbt und Präsident wird.
Auch Chodorkowski hat aus dieser Krise gelernt. Er will sich international verankern, um sich von der politischen Einmischung in seine Geschäfte und Erpressung unabhängig zu machen. Denn die Begehrlichkeiten der Politiker sind groß und unberechenbar.
Der Bürgermeister, der Chodorkowskis Ölfirma Schwierigkeiten machte, wird tot aufgefunden – gerade an Chodorkowskis Geburtstag. Ein Geburtstagsgeschenk eines Mitarbeiters? Chodorkowski will nichts damit zu tun haben, er sucht nach einem sauberen Image und plant, aus dem operativen Geschäft auszusteigen.
Auf einem Bankett im Kreml kommt es zum Eklat. Putin will die Oligarchen in ihre Schranken weisen, Chodorkowski lehnt sich offen auf und wirft der Regierung Korruption vor. Putin ist wütend, Setschin verspricht, das Problem zu lösen. Kurz darauf wird Chodorkowski verhaftet.
Im Gefängnis trifft er Iwan wieder, der wegen eines Betrugsdeliktes verhaftet wurde, dem die korrupte Polizei aber gleich noch andere Delikte dazugedichtet haben. Er bringt sich um.
Chodorkowski begreift die Zusammenhänge und macht sich Gedanken über eine andere Gesellschaft.

## Gliederung

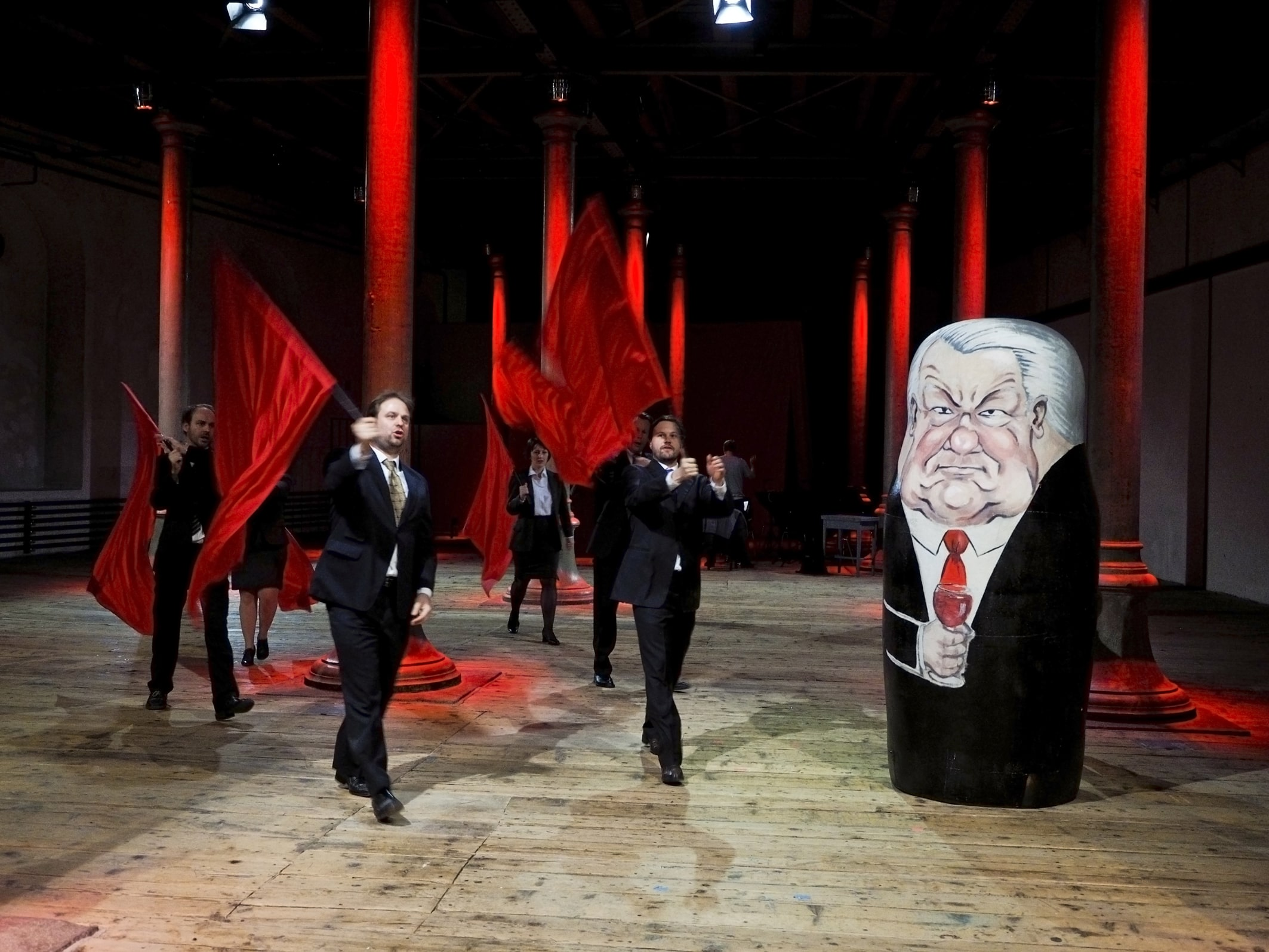
Uraufführung durch das sirene Operntheater 2015

- 1. Ouvertüre
- 2. Perestroika
- 3. Karriere
- 4. Krise
- 5. Macht
- 6. Intrigen
- 7. Gefangenschaft

## Die Musik

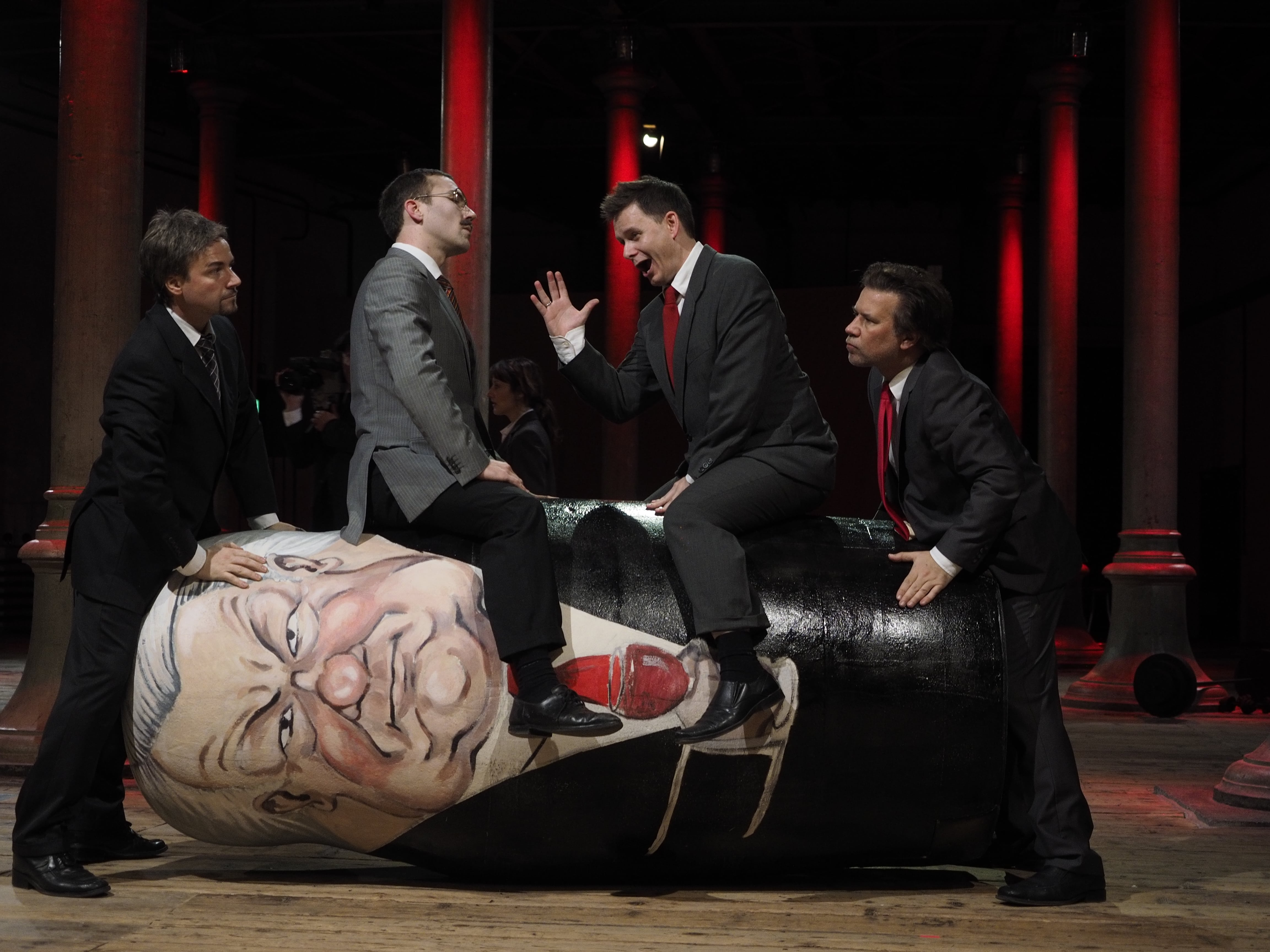
Uraufführung durch das sirene Operntheater 2015

Komponist Periklis Liakakis schrieb:

„Es ist eine politische Oper, in der die Protagonisten echte Menschen sind, und natürlich hat mich das dazu gebracht, mit dem Schreiben einer Oper zu beginnen.
 Aber was mich dazu brachte, mein Bestes zu geben, war die Erkenntnis, dass die Geschichten und Schicksale des einfachen Volkes, das Zuschauer der Machtkämpfe ist, sehr ähnlich sind, sowohl in Russland wie auch im Griechenland der Krise und des Zusammenbruchs.
 Die Oper versucht nicht, sich auf die Seite von irgendjemandem zu stellen. Ich glaube, dass es in der modernen Oper keine guten oder schlechten Figuren geben sollte, nur Fakten und Reaktionen darauf.
 Heiligsprechungen oder Dämonisierungen von Personen wurden vermieden, soweit dies dramatisch möglich war, und mein Hauptanliegen war, dass diese Oper von einem Russen genauso verstanden werden könnte wie von einem Österreicher oder Griechen.“

## Werkgeschichte

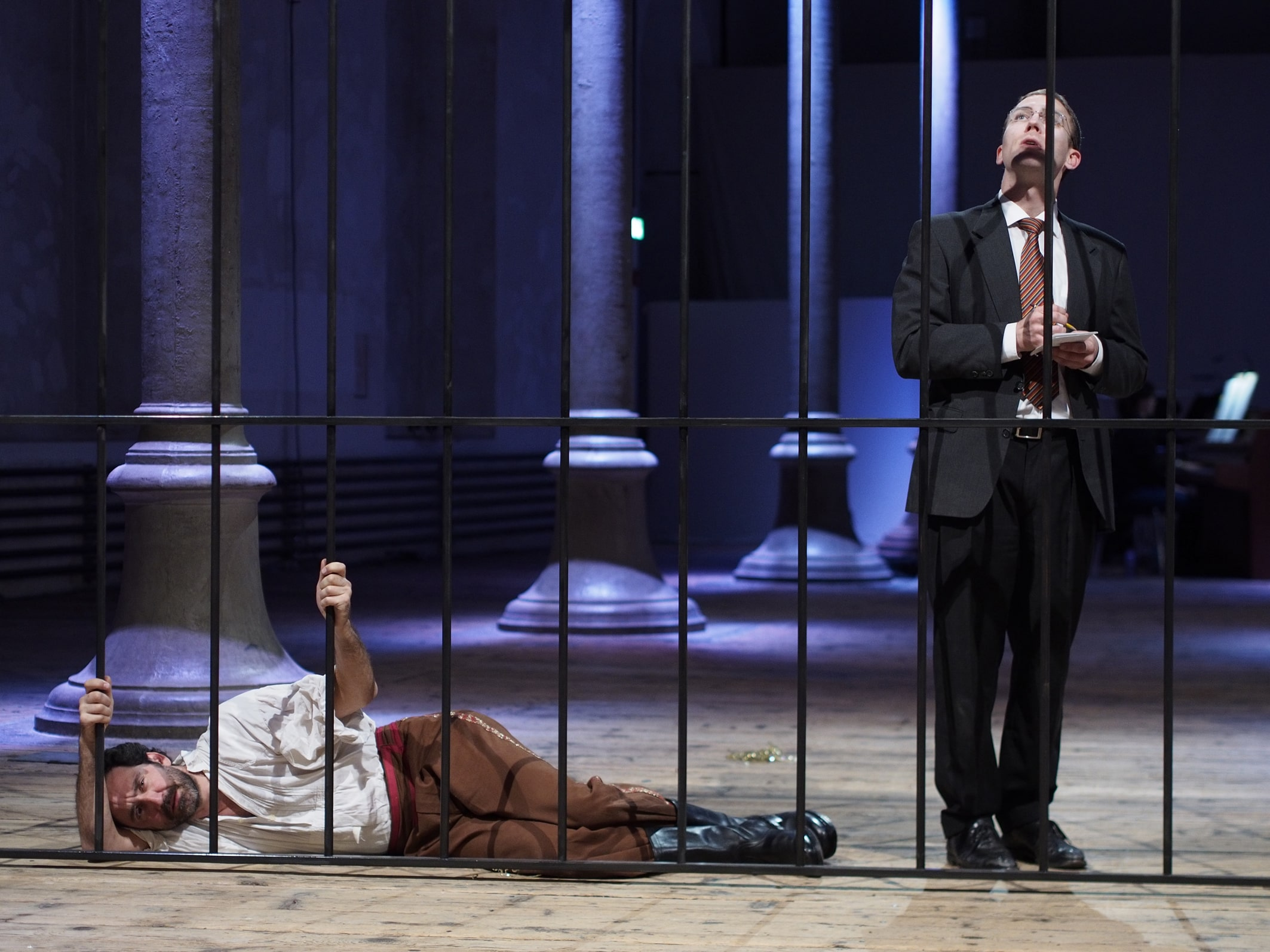
Uraufführung durch das sirene Operntheater 2015

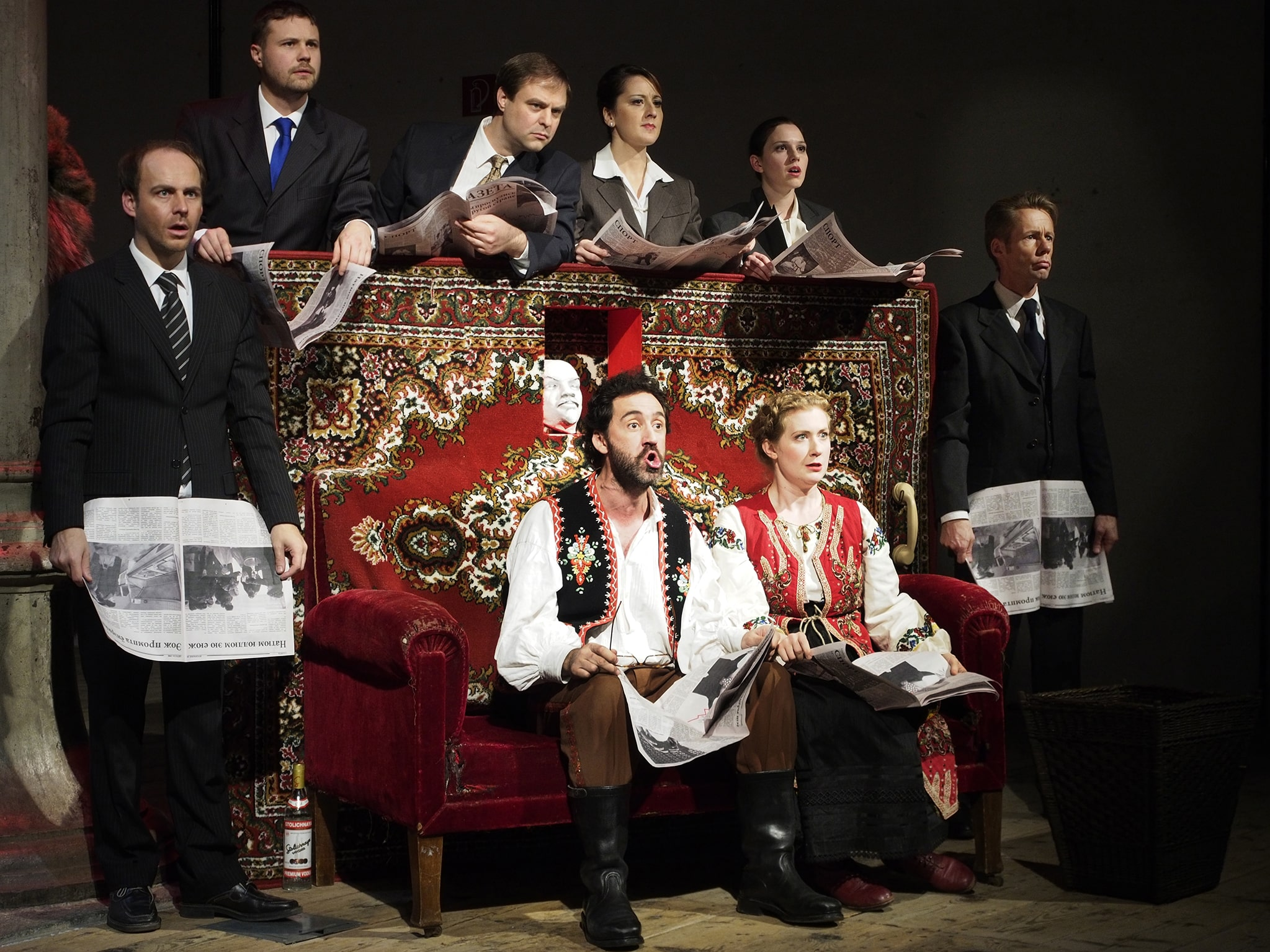
Uraufführung durch das sirene Operntheater 2015

Der Uraufführung fand am 20. November 2015 im Atelierhaus der Bildenden Künste (Semper-Depot) in Wien statt.
In einer Koproduktion des sirene Operntheaters mit Wien Modern folgten dort weitere fünf Vorstellungen in der Uraufführungsreihe. Die musikalische Leitung übernahm Komponist Periklis Liakakis im Wechsel mit Studienleiterin Petra Giacalone, Regie führte Kristine Tornquist. Michail Chodorkowski gratulierte zur Uraufführung.
2017 wurde dem sirene Operntheater für diese Produktion in der Wiener Volksoper der Österreichische Musiktheaterpreis verliehen.
Bis zum Beginn des Lockdowns im Februar 2020 spielte Chodorkowski an der Griechischen Staatsoper in einer Koproduktion des sirene Operntheaters mit der Greek National Opera und dem Ensemble ANAX unter Leitung von Jury Everhartz.
Sängerinnen und Sänger der Uraufführung
- Michail Borissowitsch Chodorkowski. Clemens Kölbl
- Marina Filippowna Chodorkowskaja. Ingrid Habermann
- Wladimir Wladimirowitsch Putin. Alexander Mayr
- Igor Iwanowitsch Setschin. Steven Scheschareg
- Leonid Borissowitsch Newslin. Gernot Heinrich
- Iwan Iwanowitsch. Sébastien Soulès
- Natascha. Lisa Rombach
- Xenia Kritikowskaja, TV-Journalistin. Elsa Janulidu
- Kate, PR-Firma. Katharina Tschakert
- Alexej Wladimirowitsch Pitschugin. Matthias Haid
- Wladimir Petuchow. Wilhelm Spuller
- Roman Arkadjewitsch Abramowitsch. Richard Klein
- Matteo Tiziani. Dieter Kschwendt-Michel
- Fortuna (stumme Rolle). Bärbel Strehlau

Leading Team
- Kristine Tornquist (Regie)
- Andrea Költringer (Ausstattung und Bühne)
- Bärbel Strehlau (Choreographie)
- Markus Kuscher (Kostüm)
- Edgar Aichinger (Licht und Technik)
- Anna Dreo, Csilla Domjan, Isabella Gajcic (Maske)
- Jury Everhartz (Produktionsleitung)